# ستيغ بيوركمان
ستيغ بيوركمان (بالسويدية: Stig Björkman)‏ هو كاتب سيناريو ومترجم وناقد سينمائي ومخرج سويدي، ولد في 2 أكتوبر 1938 في ستوكهولم في السويد.

## وصلات خارجية
- ستيغ بيوركمان على موقع IMDb (الإنجليزية)
- ستيغ بيوركمان على موقع ميتاكريتيك (الإنجليزية)
- ستيغ بيوركمان على موقع روتن توميتوز (الإنجليزية)
- ستيغ بيوركمان على موقع ألو سيني (الفرنسية)
- ستيغ بيوركمان على موقع أول موفي (الإنجليزية)
- ستيغ بيوركمان على موقع قاعدة بيانات الأفلام السويدية (السويدية)
- ستيغ بيوركمان على موقع قاعدة بيانات الفيلم (الإنجليزية)
- ستيغ بيوركمان على موقع كينوبويسك (الروسية)